# 孟克撞擊坑
孟克撞擊坑（英語：Munch）是位於水星上的一個撞擊坑，直徑約58公里。該撞擊坑以挪威畫家爱德华·蒙克命名。
孟克撞擊坑位於卡洛里盆地北段邊緣附近，並且周圍被暗色物質包圍